# 12-я воздушная армия (СССР)
12-я воздушная армия (12 ВА) — воздушная армия РККА в составе Вооружённых сил СССР (ВС СССР) во время Великой Отечественной войны, она же 45-я воздушная армия и 23-я Краснознамённая воздушная армия в составе ВС СССР, она же ВВС Забайкальского военного округа, она же 23-я воздушная армия в составе ВВС России.

## История наименований
Наименование формирования, в различный период времени:
- Воздушный флот Дальневосточной республики (1920 г.);
- ВВС Забайкальского военного округа (03.11.1921 г.);
- ВВС Дальневосточной республики (02.05.1922 г.);
- ВВС Забайкальского военного округа (17.05.1935 г.);
- ВВС Забайкальского фронта (01.09.1939 г.);
- 12-я воздушная армия (15.08.1942 г.);
- 45-я воздушная армия (20.02.1949 г.);
- ВВС Забайкальского военного округа (с 1957 г.);
- 23-я воздушная армия (с 08.1967 г.);
- ВВС Забайкальского военного округа, с июня 1980 года по май 1988 года;
- 23-я воздушная армия, с августа 1988 года по июль 1998 года.

## Формирование
Сформирована 15 августа 1942 года на основании приказа НКО СССР от 27 июля 1942 года на базе ВВС Забайкальского фронта в составе: управления, 30-й и 247-й бомбардировочных, 245-й и 246-й истребительных, 248-й штурмовой дивизий и других формирований.
До августа 1945 года выполняла задачи по охране дальневосточных воздушных рубежей Союза ССР, готовила лётные кадры для действующей армии и флота.
К началу 1970-х в ЗабВО вновь формируется 23 ВА, согласно директиве МО СССР, от 22 июля 1967 года, на смену прежнему малочисленному «отделу авиации ЗабВО» из управления и двух десятков авиаполков и других формирований.

## Переформирование
- 12-я воздушная армия, 10 января 1949 года переименована в 45-ю воздушную армию[1].
- В 1957 году переименована в ВВС Забайкальского военного округа
- В августе 1967 года переименована в 23-ю воздушную армию
- В июне 1980 года переименована в ВВС Забайкальского военного округа
- В мае 1988 года переименована в 23-ю воздушную армию

## Расформирование
В июле 1998 года в связи с проводимой реформой Вооружённых Сил на основании Указа Президента России от 1 июня 1998 года 23-я воздушная армия была расформирована, а её соединения и части вошли в состав 14-й Армии ВВС и ПВО вместе с частями и соединениями 6-го отдельного корпуса ПВО (бывшая 14 ОА ПВО) и 50-го отдельного корпуса ПВО.

## Штаб армии
С 15 августа 1942 года по 10 января 1949 года штаб армии дислоцировался в городе Чита.

## В составе действующей армии
В действующей армии:
- с 9 августа 1945 года по 3 сентября 1945 года, всего 26 дней

## Состав
- управление;

| - 30-я бомбардировочная авиационная дивизия - 247-я бомбардировочная авиационная дивизия - 245-я истребительная авиационная дивизия - 351-й истребительный авиационный полк - 718-й истребительный авиационный полк - 781-й истребительный авиационный полк - 940-й истребительный авиационный полк - 246-я истребительная авиационная дивизия - 22-й истребительный авиационный Халхингольский Краснознамённый полк - 70-й истребительный авиационный полк - 350-й истребительный авиационный полк - 356-й истребительный авиационный полк - 445-й ближнебомбардировочный авиационный полк - 248-я штурмовая авиационная дивизия - 12-й разведывательный авиационный полк - 846-й легкобомбардировочный авиационный полк - 849-й легкобомбардировочный авиационный полк |

| - 30-я бомбардировочная авиационная дивизия - 247-я бомбардировочная авиационная дивизия - 245-я истребительная авиационная дивизия - 351-й истребительный авиационный полк - 718-й истребительный авиационный полк - 781-й истребительный авиационный полк - 940-й истребительный авиационный полк - 246-я истребительная авиационная дивизия - 22-й истребительный авиационный Халхингольский Краснознамённый полк - 70-й истребительный авиационный полк - 350-й истребительный авиационный полк - 356-й истребительный авиационный полк - 445-й ближнебомбардировочный авиационный полк - 248-я штурмовая авиационная дивизия - 12-й разведывательный авиационный полк - 846-й легкобомбардировочный авиационный полк - 849-й легкобомбардировочный авиационный полк |

| - 30-я бомбардировочная авиационная дивизия - 247-я бомбардировочная авиационная дивизия - 56-й бомбардировочный авиационный полк (Улан-Удэ) - 454-й бомбардировочный авиационный полк (Белая) - 455-й бомбардировочный авиационный полк (Колхоз Сталина) - 541-й бомбардировочный авиационный полк (Джида) - 941-й истребительный авиационный полк (Мухор-Шибир) - 245-я истребительная авиационная дивизия - 351-й истребительный авиационный полк - 718-й истребительный авиационный полк - 781-й истребительный авиационный полк - 940-й истребительный авиационный полк - 246-я истребительная авиационная дивизия - 22-й истребительный авиационный Халхингольский Краснознамённый полк - 70-й истребительный авиационный полк - 350-й истребительный авиационный полк - 356-й истребительный авиационный полк - 445-й ближнебомбардировочный авиационный полк - 248-я штурмовая авиационная дивизия - 291-й штурмовой авиационный полк - 12-й разведывательный авиационный полк - 846-й смешанный авиационный полк - 847-й смешанный авиационный полк - 848-й смешанный авиационный полк - 849-й транспортный авиационный полк - 23-я тяжёлая бомбардировочная авиационная эскадрилья - 40-я корректировочная авиационная эскадрилья - 41-я корректировочная авиационная эскадрилья |

| - 6-й бомбардировочный авиационный корпус (с 8 августа по 03 сентября) - 326-я бомбардировочная авиационная дивизия - 334-я бомбардировочная авиационная дивизия - 7-й бомбардировочный авиационный корпус - 113-я дальнебомбардировочная авиационная дивизия: - управление дивизии - Чойбалсан - 55-й бомбардировочный авиационный полк - Чойбалсан - 815-й бомбардировочный авиационный полк - а/э "Семёновка" - 836-й бомбардировочный авиационный полк - Чойбалсан - 179-я бомбардировочная авиационная дивизия - 30-я бомбардировочная авиационная дивизия - 247-я бомбардировочная авиационная дивизия - 70-й истребительный авиационный полк - 21-я гвардейская транспортная авиационная дивизия - 54-я бомбардировочная авиационная дивизия - 7-й гвардейский бомбардировочный авиационный полк - 29-й гвардейский бомбардировочный авиационный полк - 340-й бомбардировочный авиационный полк - 248-я штурмовая авиационная дивизия - 78-й штурмовой авиационный полк - 258-й штурмовой авиационный полк - 291-й штурмовой авиационный полк - 942-й истребительный авиационный полк - 316-я штурмовая авиационная дивизия - 365-й штурмовой авиационный полк - 849-й штурмовой авиационный полк - 921-й штурмовой авиационный полк - 941-й истребительный авиационный полк - 190-я истребительная авиационная Полоцкая Краснознамённая ордена Кутузова дивизия - 17-й истребительный авиационный ордена Суворова полк - 494-й истребительный авиационный ордена Суворова полк - 821-й истребительный авиационный ордена Суворова полк - 245-я истребительная авиационная дивизия - 351-й истребительный авиационный полк - 718-й истребительный авиационный полк - 940-й истребительный авиационный полк - 246-я истребительная авиационная дивизия - 22-й истребительный авиационный полк - 350-й истребительный авиационный полк - 356-й истребительный авиационный полк - 847-й истребительный авиационный полк - 445-й ближнебомбардировочный авиационный полк - 541-й бомбардировочный авиационный полк - 12-й отдельный разведывательный авиационный полк - б/н оапс - 1010-й перегоночный авиационный полк - 23-я тяжёлая бомбардировочная авиационная эскадрилья - 40-я корректировочная авиационная эскадрилья - 41-я корректировочная авиационная эскадрилья - 115-я разведывательная авиационная эскадрилья - 116-я разведывательная авиационная эскадрилья - 131-я разведывательная авиационная эскадрилья - 132-я разведывательная авиационная эскадрилья - 133-я разведывательная авиационная эскадрилья |

| - 29-я авиационная дивизия истребителей-бомбардировщиков (Чойбалсан, Монголия) - 43-й авиационный полк истребителей-бомбардировщиков (Чойбалсан, Монголия), Су-7Б - 266-й авиационный полк истребителей-бомбардировщиков (Налайх, Монголия), МиГ-17 - 120-й истребительный авиационный полк (Домна, Читинская область) - 193-й отдельный гвардейский разведывательный авиационный Львовский Краснознамённый ордена Кутузова полк (Укурея/Ареда (Комсомольское, Читинская область) - 2-й гвардейский авиационный Оршанский Краснознамённый ордена Суворова полк истребителей-бомбардировщиков (Джида, Бурятская АССР), МиГ-17П, ПФ - 21-й авиационный Витебский Краснознамённый ордена Кутузова полк истребителей-бомбардировщиков (Джида, Бурятская АССР) (Су-7Б) - 733-й отдельный бомбардировочный авиационный полк (Домна, Читинская область), Ил-28 |

| - 21-я бомбардировочная авиационная дивизия (Джида, Бурятская АССР) - 2-й гвардейский бомбардировочный авиационный Оршанский Краснознамённый ордена Суворова полк (Джида, Бурятская АССР), Су-24 - 21-й бомбардировочный авиационный Витебский Краснознамённый ордена Кутузова полк (Бада Читинской области РСФСР), Су-24 - 733-й отдельный бомбардировочный авиационный полк (Домна, Читинская область), Су-24 - 30-я авиационная дивизия истребителей бомбардировщиков (Степь, Читинская область) - 6-й авиационный полк истребителей-бомбардировщиков (Степь, Читинская область), Су-17М - 58-й авиационный полк истребителей бомбардировщиков (Степь, Читинская область), МиГ-27Б, БН - 189-й гвардейский авиационный Брестский ордена Суворова полк истребителей бомбардировщиков (Борзя,Читинская область), Су-17М - 120-й истребительный авиационный полк (Домна, Читинская область), МиГ-23 МЛ - 101-й отдельный разведывательный авиационный полк, (Борзя, Читинская область), Су-17М3Р - 193-й отдельный гвардейский разведывательный авиационный Львовский Краснознамённый ордена Кутузова полк (Укурея, Читинская область), Як-28ПП - 29-я авиационная дивизия истребителей-бомбардировщиков (Улан-Батор, Монгольская народная республика) - 43-й авиационный Краснознамённый Севастопольский ордена Кутузова полк истребителей-бомбардировщиков (Чойбалсан, Монгольская народная республика), Су-17М3, Су-17УМ3 - 266-й авиационный Краснознамённый полк истребителей-бомбардировщиков имени Монгольской народной республики (Налайх Монгольская народная республика), МиГ-27, МиГ-27К, МиГ-23УБ - 246-я истребительная авиационная дивизия (Чойр, Монгольская народная республика) - 104-й истребительный авиационный полк (Маньт, Монгольская народная республика), МиГ-21бис, МиГ-21УМ - 126-й истребительный авиационный полк (Чойр, Монгольская народная республика), МиГ-23М, МиГ-23УБ |

| - 21-я бомбардировочная авиационная дивизия (Джида, Бурятская АССР) - 2-й гвардейский бомбардировочный авиационный Оршанский Краснознамённый ордена Суворова полк (Джида, Бурятская АССР), Су-24 - 21-й бомбардировочный авиационный Витебский Краснознамённый ордена Кутузова полк (Джида, Бурятская АССР), Су-24 - 733-й отдельный бомбардировочный авиационный полк (Домна, Читинская область), Су-24 - 189-й гвардейский авиационный Брестский ордена Суворова полк истребителей бомбардировщиков (Борзя, Читинская область), Су-17М - 266-й авиационный Краснознамённый полк истребителей-бомбардировщиков имени Монгольской Народной Республики (Налайх, Монголия - Степь, Читинская область), МиГ-27 М, К - 120-й истребительный авиационный полк (Домна, Читинская область), МиГ-23 МЛ - 101-й отдельный разведывательный авиационный полк, (Борзя,Читинская область), Су-17М3Р - 125-й отдельный разведывательный авиационный полк (Домна, Читинская область), Су-24МР 1 и 2 аэ), Су-17М3Р - 150-й военно-транспортный авиационный полк (Улан-Удэ Бурятская АССР) |

## Вооружение
К августу 1945 года воздушная армия насчитывала 13 авиационных дивизий с общим числом самолётов — 1334.

## В составе
В составе объединений:
| Объединение                         | Период                  |
| ----------------------------------- | ----------------------- |
| Забайкальский фронт                 | 18.08.1942 — 09.10.1945 |
| Забайкальско-Амурский военный округ | 09.10.1945 — 01.05.1947 |
| Забайкальский военный округ         | 01.05.1947 — 01.07.1998 |

## Командный состав
Командующие ВВС округа

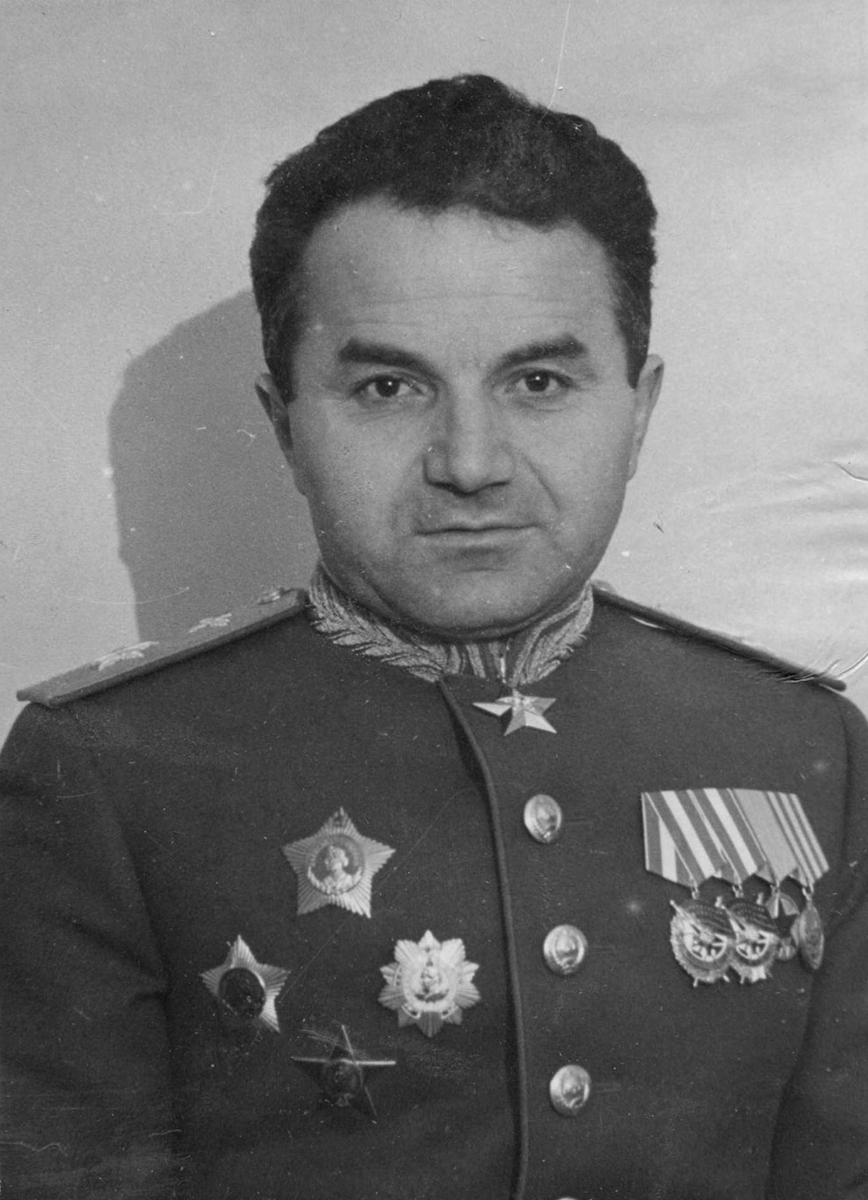
Командующий армией маршал авиации С. А. Худяков

- подполковник Фегервари Николай Берталонович (1937)
- Комкор Изотов Владимир Иванович (09.1937 — 12.1939)
- комдив, с 04.06.1940 генерал-майор авиации Шарапов Андрей Родионович (12.1939 — 07.1940)
- Герой Советского Союза генерал-лейтенант авиации Куцевалов Тимофей Фёдорович (07.1940 — 07.1941)

Командующие ВВС фронта
- Герой Советского Союза генерал-лейтенант авиации Куцевалов Тимофей Фёдорович (27.07.1942 — 15.08.1942)

Командующие армией
- Герой Советского Союза генерал-лейтенант авиации Куцевалов Тимофей Фёдорович (15.08.1942 — 25.06.1945)
- Маршал авиации Худяков Сергей Александрович (25.06.1945 — 14.12.1945)
- генерал-лейтенант авиации Шкурин Яков Степанович (05.1946 — 10.1947)
- Герой Советского Союза генерал-лейтенант авиации Слюсарев Сидор Васильевич (октябрь 1947 — июнь 1950).
- Генерал-лейтенант авиации Архангельский Пётр Петрович (июнь 1950 — сентябрь 1953)
- Генерал-лейтенант авиации Недосекин Павел Владимирович (сентябрь 1953 — май 1958)
- Генерал-лейтенант авиации Кучма Пётр Михайлович[5] (май 1958 — 16 мая 1964)
- Герой Советского Союза генерал-лейтенант авиации Хохлачев Василий Фёдорович (май 1964 — май 1971)
- Генерал-лейтенант авиации Ежков Владимир Иванович (май 1971 — июнь 1974)
- Генерал-лейтенант авиации Корочкин Владимир Фёдорович (июнь 1974 — сентябрь 1978)
- Генерал-лейтенант авиации Дмитриев Игорь Михайлович (сентябрь 1978 — март 1983)
- Генерал-полковник авиации Иванов Станислав Георгиевич (март 1983 — январь 1987)
- Генерал-лейтенант авиации Беднов Геннадий Петрович (январь 1987 — февраль 1991)
- Генерал-лейтенант авиации Васильев Анатолий Андреевич (февраль 1991 — ноябрь 1994)
- Генерал-лейтенант авиации Куцеконь Дмитрий Семёнович (ноябрь 1994 года — 6 сентября 1996, погиб)
- Генерал-лейтенант авиации Горбенко Валерий Михайлович (ноябрь 1996 — июль 1998)

Начальники штаба
Начальник штаба (период), воинское звание:
- Чмурак Иван Иванович (27.07.1942 — 19.04.1943), генерал-майор авиации
- Терентьев Иван Иванович (19.04.1943 — 06.09.1943), генерал-майор авиации
- Козлов Дмитрий Степанович (06.09.1943 — 25.06.1945), генерал-майор авиации
- Селезнёв Никола Георгиевич (25.06.1945 — до конца войны с Японией), генерал-лейтенант авиации

Заместители командующего по политической части
- Пальянов Сергей Андреевич (25.07.1942 — до конца войны с Японией), бригадный комиссар, с 20.12.1942 полковник, с 11.07.1945 генерал-майор авиации

## Боевые действия
С 9 августа 1945 г. армия в составе Забайкальского фронта участвовала в Советско-японской войне. Имея в своём составе 13 авиационных дивизий, в августе — начале сентября 1945 г. участвовала в Хингано-Мукденской операции, в ходе которой основными силами поддерживала наступление Забайкальского фронта на солуньском и хайларском направлениях, наносила массированные удары по аэродромам противника и железнодорожным станциям Солунь, Хайлар, Учагоу, Сикоу и другим. Кроме того, личный состав армии выполнил большой объём работы по доставке горючего и других грузов для 6-й гвардейской танковой армии, действовавшей в отрыве от основных сил фронта.
Всего в период боевых действий произведено свыше 5 тысяч самолёто-вылетов. Перевезено около 4 тысяч тонн грузов, высажены десанты в городах Чанчунь, Мукден (Шэньян), Тунляо и других, в порты Дальний (Далянь) и Порт-Артур (Люйшунь) (совместно с авиацией Тихоокеанского флота).

## Участие в операциях и битвах
- Маньчжурская стратегическая наступательная операция:
  - Хингано-Мукденская операция с 9 августа 1945 года по 2 сентября 1945 года.

## Награды и почётные наименования
За отличия в боях многие воины 12-й воздушной армии награждены орденами и медалями, наиболее отличившимся присвоено звание Героя Советского Союза, а частям и соединениям присвоено:
- 7-му бомбардировочному авиационному корпусу присвоено почётное наименование «Хинганский»[6]
- 21-й гвардейской транспортной авиационной дивизии присвоено почётное наименование «Порт-Артурская»[6]
- 30-й бомбардировочной авиационной дивизии присвоено почётное наименование «Хинганская»[6]
- 245-й истребительной авиационной дивизии присвоено почётное наименование «Порт-Артурская»[6]
- 246-й истребительной авиационной дивизии присвоено почётное наименование «Мукденская»[6]
- 248-й штурмовой авиационной дивизии присвоено почётное наименование «Порт-Артурская»[6]
- 316-й штурмовой авиационной дивизии присвоено почётное наименование «Мукденская»[6]
- 12-му отдельному разведывательному авиационному полку присвоено почётное наименование «Мукденский»[6]

30-я бомбардировочная авиационная дивизия за отличия в боях Указом Президиума Верховного Совета от 14 сентября 1945 года награждена орденом «Боевого Красного Знамени».
В 1974 году 23-я воздушная армия награждена орденом Красного Знамени.

## Благодарности Верховного Главнокомандующего
- За отличные боевые действия в боях с японцами на Дальнем Востоке[7]

## Герои Советского Союза
- генерал-майор авиации Евгений Георгиевич Туренко командир 246-й истребительной авиационной дивизии